# 小行星5651
小行星5651（英語：5651 Traversa）是一颗围绕太阳公转的小行星。1991年2月14日，艾瑞克·怀特·埃尔斯特在上普罗旺斯发现了此天体。
这颗小行星的绝对星等为229.9457720631586等。